# Doluš
 Doluš  falu Horvátországban, a Tengermellék-Hegyvidék megyében. Közigazgatásilag Brod Moravicéhez tartozik.

## Fekvése
Fiumétól 42 km-re északkeletre, községközpontjától 7 km-re északnyugatra, a Kulpa jobb partján, a horvát Hegyvidék (Gorski kotar) területén fekszik.

## Története
A településnek 1857-ben 57, 1910-ben 32 lakosa volt. Trianonig Modrus-Fiume vármegye Delnicei járásához tartozott.
2011-ben 2 lakosa volt.

## Lakosság
| Lakosság változása | Lakosság változása | Lakosság változása | Lakosság változása | Lakosság változása | Lakosság változása | Lakosság változása | Lakosság változása | Lakosság változása | Lakosság változása | Lakosság változása | Lakosság változása | Lakosság változása | Lakosság változása | Lakosság változása | Lakosság változása |
| ------------------ | ------------------ | ------------------ | ------------------ | ------------------ | ------------------ | ------------------ | ------------------ | ------------------ | ------------------ | ------------------ | ------------------ | ------------------ | ------------------ | ------------------ | ------------------ |
| 1857               | 1869               | 1880               | 1890               | 1900               | 1910               | 1921               | 1931               | 1948               | 1953               | 1961               | 1971               | 1981               | 1991               | 2001               | 2011               |
| 57                 | 49                 | 41                 | 41                 | 37                 | 32                 | 32                 | 26                 | 24                 | 27                 | 24                 | 13                 | 11                 | 4                  | 0                  | 2                  |

## Nevezetességei
A doluši etnozóna magában foglalja Doluš falut a Kulpa jobb partján húzódó közvetlen mezőgazdasági környezetével. A zóna része a malom (maljenca), egy alagsoros, kőboltozatos épület (kevder) és egy kőfal, mely a Kulpa szabályozási munkáinak megmaradt része a 19. századból, a francia megszállás idejéből. Maga a település túlnyomórészt kőházakból és melléképületekből áll. A falu története a 15. századig nyúlik vissza, amikor a bródi uradalom egyik településeként keletkezett. A mezőgazdaságilag kialakított környezet építési jellemzői és elrendezése tipikus példája Pokupski Gora településeinek, amelyek a 15. és a 19. század között alakultak ki.